# Mall of America
The Mall of America (аббревиатура: MOA, с англ. — «Молл Америки») — торговый центр, расположенный в Миннесоте в пригороде Миннеаполиса, неподалеку от аэропорта Миннеаполис/Сент-Пол. Он был открыт в 1992 году и является одним из крупнейших торговых центров мира.
Всего в торговом центре располагается 520 магазинов. Общая протяженность витрин магазинов составляет почти 7 километров, даже если провести в каждом из магазинов не более 1 минуты, на посещение их всех уйдет 9 часов. Помимо магазинов, в молле размещены развлекательный тематический парк Nickelodeon Universe, кинотеатр с 14 залами, центр LEGO, океанариум, свадебная часовня, тренажерные залы, поле для гольфа, театральная сцена, отель на 255 номеров, кафе и рестораны.
Молл является также и туристической достопримечательностью. Ежегодно его посещают 40 миллионов человек, что больше населения Миннесоты в 8 раз и превышает годовой туристический поток в Уолт Дисней уорлд, Грейсленд и Большой каньон вместе взятые. 90 % посетителей торгового центра — жители Миннесоты, Висконсина, Айовы, Небраски, обеих Дакот, Иллинойса, Огайо, а также Канады.
Общее количество персонала торгового центра составляет 11000 человек, в пиковый сезон это число увеличивается до 13000. Здание имеет собственный почтовый индекс и карту в Google Maps; в 2011 году Mall of America был одним из первых зданий, для которого Google выпустила карту внутренних помещений.

## История

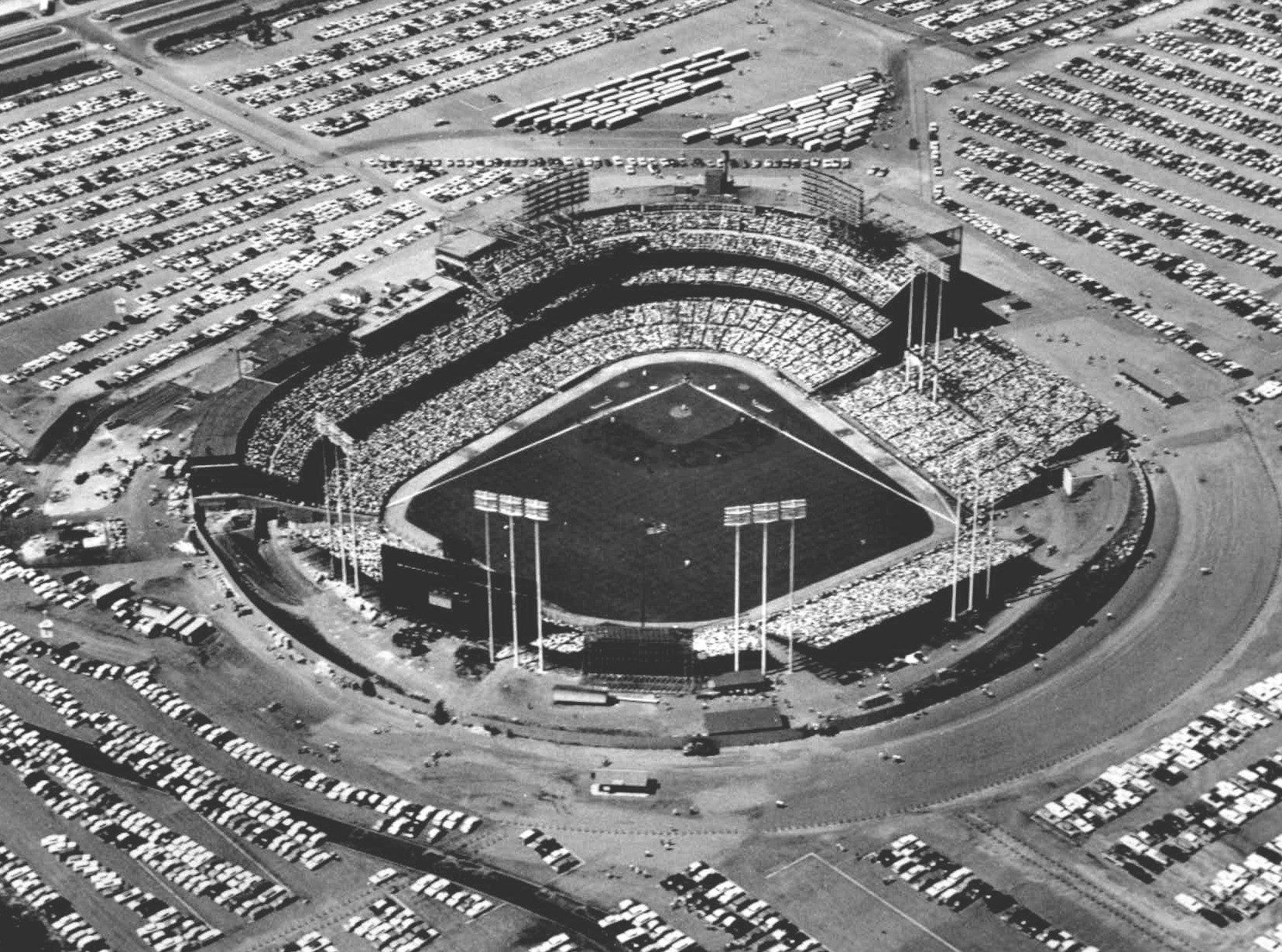
Metropolitan Stadium

С 1956 года на этом месте располагался стадион Metropolitan Stadium, домашняя арена для спортивных клубов «Миннесота Вайкингс» и «Миннесота Твинс», а до того — сельскохозяйственные угодья. После того, как в 1982 году был открыт новый стадион Метродоум, более соответствующий требованиям NFL, старый пришел в запустение. В течение нескольких лет он простаивал и разрушался. В 1986 году администрацией города Блумингтон было подписано соглашение с подрядчиками, после чего обветшавшие конструкции старого стадиона были демонтированы и 14 июня 1989 года состоялась закладка фундаментов будущего торгового центра.
Его открытие состоялось 11 августа 1992 года. На момент открытия это был самый крупный торговый центр в США.
С 2013 по 2015 год в торговом центре проходила реконструкция, в ходе которой торговые площади увеличились на 19000 квадратных метров, а с северной стороны торгового центра был построен 14-этажный отель Marriott. В 2018 году было предложено построить в непосредственной близости от торгового центра большой крытый аквапарк, однако пандемия COVID-19 внесла в эти планы неопределенность.
В 2020 году в связи с пандемией и беспорядками торговый центр был закрыт на 12 недель: с 17 марта по 10 июня.
Mall of America использовался как место съемок различных фильмов и телешоу, таких как:
- Могучие утята 2
- Могучие утята 3
- Подарок на Рождество
- Убийственные красотки
- Конец тура

## Архитектура

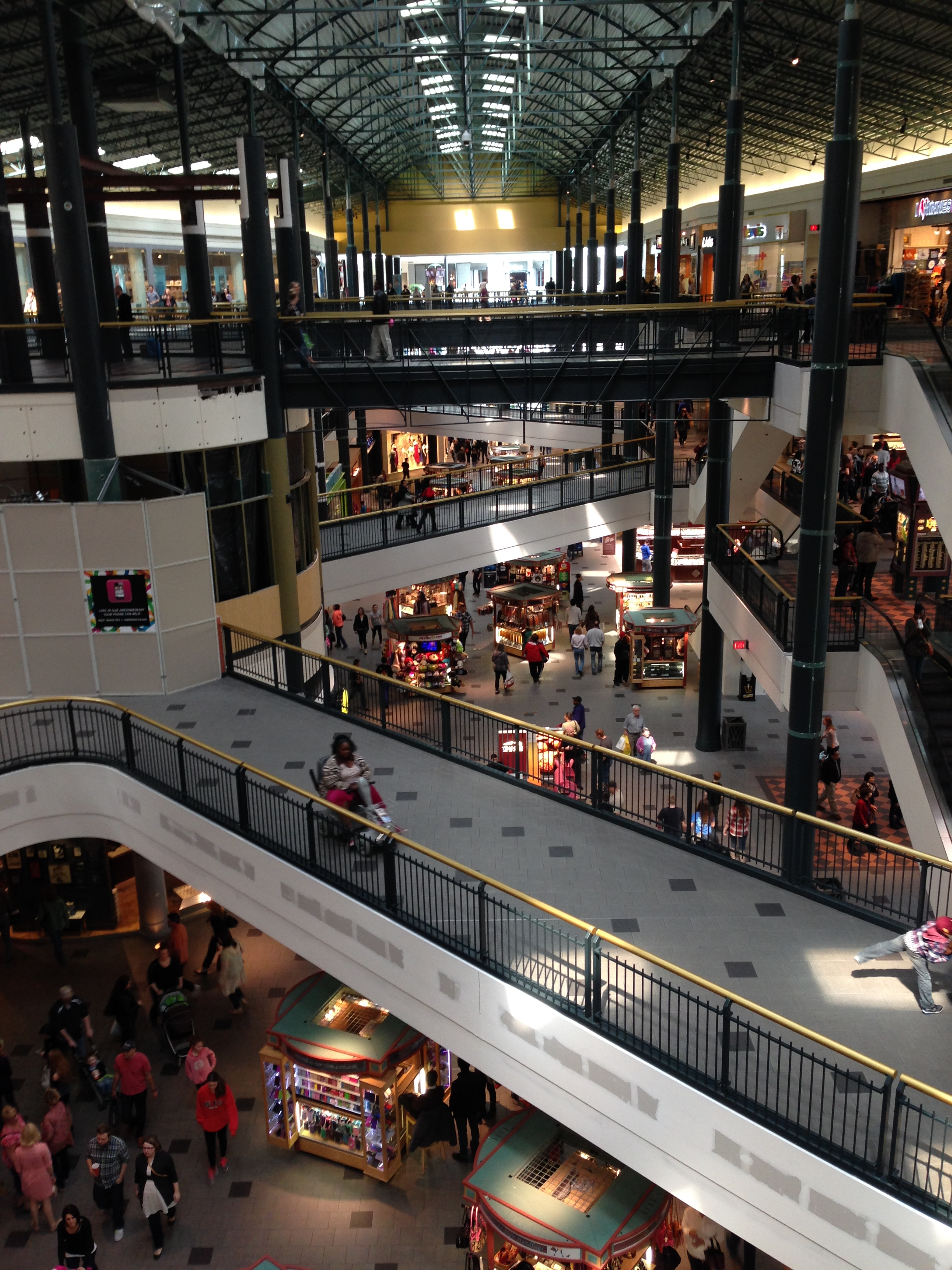
Интерьер торгового центра

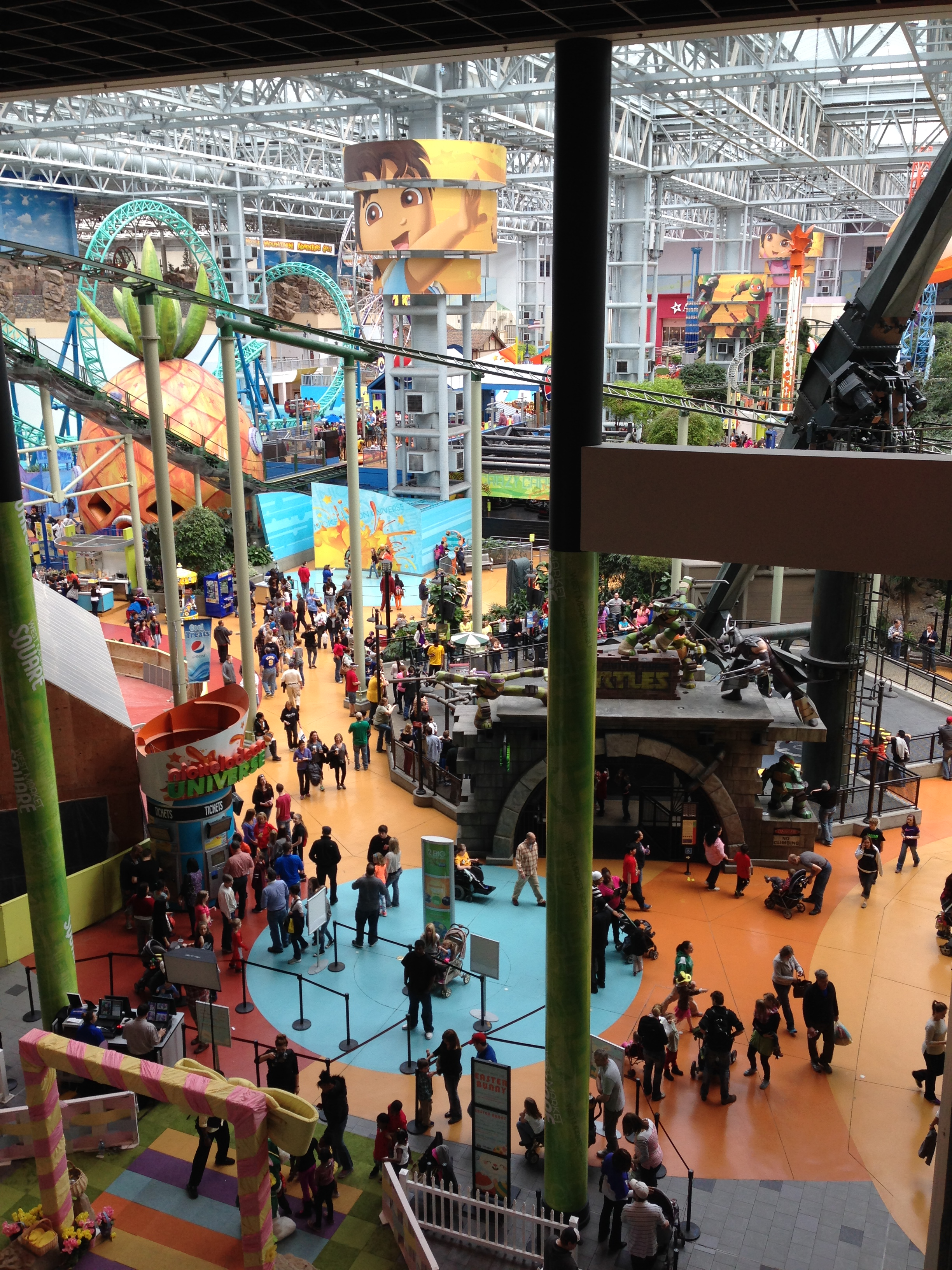
Аттракционы внутри торгового центра

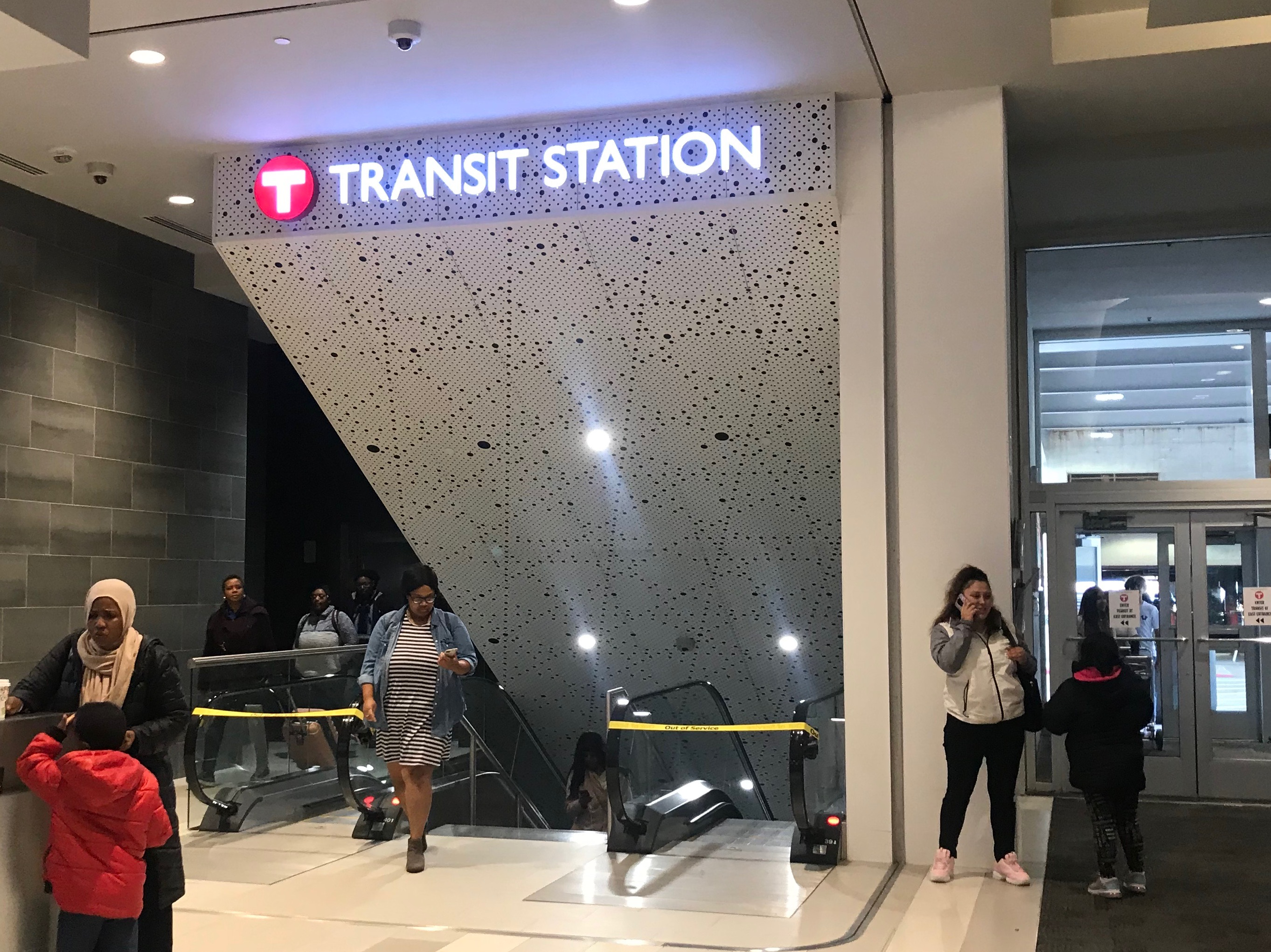
Выход к станции

Общая площадь торгового центра составляет 452 000 квадратных метров. Здание трехэтажное. В плане здание представляет собой прямоугольник со скругленными углами, по углам располагаются якорные магазины. Внутри здания выделяются четыре зоны, имевшие до реконструкции собственный архитектурный стиль каждая; после реконструкции они были унифицированы в более роскошном стиле. Фуд-корт располагается на третьем этаже.
Здание частично отапливаемое: непосредственно отапливаются только входные зоны и некоторые подземные помещения. Большая часть тепла производится осветительными приборами и другими электрическими устройствами, а также людьми, находящимися внутри. Некоторые магазины имеют локальные отопительные системы. Таким образом, в холодное время года внутри торгового центра поддерживаются вполне комфортные параметры микроклимата.
В память о бывшем на этом месте стадионе внутри торгового центра установлено две мемориальных таблички и художественная инсталляция в виде красного кресла. В западной стороне первого этажа установлен мемориал Тома Бернетта, уроженца Блумингтона, который 11 сентября 2001 года находился на борту рейса 93 United Airlines и был одним из четырёх пассажиров, своими действиями сорвавших планы террористов.

## Аттракционы
Тематический парк развлечений от компании Nickelodeon располагается внутри молла, в его центре. В парке имеются американские горки и множество других аттрационов, в том числе не связанных с продукцией Nickelodeon. Это крупнейший крытый тематический парк развлечений в США. Он имеет естественное озеленение. Также в парке есть поле для мини-гольфа с 18 лунками.
В океанариуме посетители проходят по изогнутому туннелю длиной 91 метр, проложенному сквозь толщу воды глубиной 4,3 метра. Там можно увидеть более 4500 морских существ, включая акул, черепах, скатов и многих других. Океанариум предлагает такие услуги, как подводное плавание, в том числе с аквалангом, ночные экскурсии, празднование дня рожденья.

## Транспорт
С западной и восточной стороны торгового центра располагаются две семиэтажные механизированные стоянки общей вместимостью 12 287 парковочных мест. Они оснащены автоматической навигационной системой на основе видеокамер, указывающей автомобилистам направление к свободным местам. Кроме того, к северу от здания имеется дополнительная парковка до 1 500 мест, а при магазине IKEA имеется своя парковка на 1 407 мест. Парковки молла не являются перехватывающими для аэропорта, расположенного неподалёку, и на ночь закрываются.
На нижнем уровне восточной парковки располагается станция «Mall of America», самый загруженный транспортно-пересадочный узел Миннесоты. Со станции отправляются легкорельсовые поезда и скоростные автобусы системы METRO, а также многочисленные городские автобусы. Расположенными поблизости отелями и казино к станции организуются бесплатные автобусы-шаттлы.

## Безопасность
Охранники торгового центра (Behavior Detection Officers, BDO) проходят подготовку в Израиле в объёме не менее 500 часов. В программу обучения входят такие дисциплины, как работа со средствами связи, первая медицинская помощь, тактическая подготовка, урегулирование кризисных ситуаций, контртеррористическая подготовка и быстрое реагирование. Дуг Рейнольдс, бывший директор по безопасности в торговом центре, отметил в показаниях Конгрессу в 2008 году, что BDO учат «искать умысел, а не средства. Цель состоит в том, чтобы сосредоточить внимание на трех подозрительных категориях: люди, автомобили, оставленные без присмотра вещи, такие как рюкзаки, сумки для покупок, чемоданы». Эта методика подготовила торговый центр к разнообразным угрозам, исходящим как от террористов, так и от обычных преступников. Посетители торгового центра, демонстрирующие подозрительное поведение, могут быть задержаны и допрошены службой безопасности. Такие её методы работы подвергаются критике, как нарушающие права человека.
В феврале 2015 года боевики «Аш-Шабааб» выпустили пропагандистское видео с призывом к нападениям на торговый центр Mall of America и другие западные торговые центры. Хотя в итоге никаких нападений не случилось, в торговом центре были усилены меры безопасности.
В 2019 году 24-летний мужчина столкнул с третьего этажа здания пятилетнего ребёнка, поскольку, как он сам позже заявил, ему просто захотелось сегодня кого-то убить. Ребёнок выжил, нападавший был задержан, признан виновным и осужден на 19 лет лишения свободы.